# Calea ferată Târgu Mureș–Deda–Gheorgheni
Calea ferată Târgu Mureș–Deda–Gheorgheni este o cale ferată principală în România. Ea urmează cursul râului Mureș din estul Transilvaniei României.

## Istoric
Calea ferată a fost construită la sfârșitul secolului al XIX-lea, pe teritoriul Ungariei din componența Imperiului Austro-Ungar. După punerea în funcțiune a traseelor feroviare de la Alba Iulia către Târgu Mureș (1871) și de la Sfântu Gheorghe către Adjud din România (1897/1899) au trebuit să fie deschise mai multe legături feroviare în estul Transilvaniei. Orașul Gheorgheni (în maghiară Gyergyószentmiklós) a fost legat în anul 1907 cu orașele Miercurea Ciuc și Sfântu Gheorghe după construirea căii ferate Siculeni–Gheorgheni. Aproape simultan, a fost construită pe valea largă a Mureșului o cale ferată dinspre vest care să lege orașul Târgu Mureș de Gheorgheni. Construcția căii ferate Târgu Mureș–Deda–Gheorgheni a fost finalizată în anul 1909.
La sfârșitul primului război mondial, Transilvania a devenit parte componentă a României, iar căile ferate din Transilvania au fost preluate de compania feroviară română de stat CFR. În urma Dictatului de la Viena (1940), teritoriul Transilvaniei a fost împărțit între România și Ungaria, iar acest traseu feroviar a trecut temporar pe teritoriul Ungariei. În 1944 calea ferată a redevenit românească.

## Situație actuală
Calea ferată Târgu Mureș–Deda–Gheorgheni este cu linie simplă și de la Deda la Gheorgheni este electrificată. Tronsonul sus-menționat este o parte a importantului traseu feroviar între Brașov și Satu Mare. Pe aici trec zilnic mai multe trenuri accelerate. De asemenea, acest tronson prezintă importanță și pentru traficul de mărfuri. Tronsonul de la Târgu Mureș spre Deda prezintă o importanță ceva mai redusă. 